# Caloplaca geleverjae
Caloplaca geleverjae är en lavart som beskrevs av Khodosovtsev & S. Kondr. Caloplaca geleverjae ingår i släktet orangelavar och familjen Teloschistaceae.   Inga underarter finns listade i Catalogue of Life.